# Срето Малиновић
Сретo Малиновић (Орлице код Травника, 19. фебруар 1961) је пензионисани бригадни генерал авијације. Током Одрбрамбено-отаџбинског рата био је припадник Ваздухопловства и противваздушне одбране Војске Републике Српске. Током НАТО агресије на СРЈ командовао је 98. ловачко-бомбардерским авијацијским пуком.

## Биографија
Рођен у месту Орлице крај Травника као најмлађе седмо дијете, од родитеља Миленка и Танкосаве. Његови родитељи су изгубили двоје дјеце (Здравко и Нада) који су преминули док су били још мали. Иако је имала само четири разреда основне школе, Танкосава се бринула за кућу и за дјецу, док је отац Миленко, који је као курир био припадник НОВЈ, због природе посла кући боравио само током викенда. Иако су одрастали у оскудици Срето и његова браћа и сестре нису осјетили да им нешто недостаје. Срето је као мали волио да гледа "партизанске" филмове гајећи жељу да постане борбени пилот и да се бори против Нијемаца. Одрастао је у селу Дривуша код Зеници. Завршио је Ваздухопловну војну гимназију „Маршал Тито“ у Мостару 1980, (XVI класа), као и Ваздухопловну војну академију у Задру 1984. (XXXIII класа). Произведен је у чин потпоручника 1984, а унапријеђен у чин поручника 1985, капетана 1989, капетана I кла- се 1993. (пријевремено), мајора 1995. (ванредно), потпуковника 1998. (ванредно), пуковника 2002. и бригадног генерала 2009. године.Службу је након завршене ВВА 1984. године започео у 98. Авијацијској Бригади у Скопљу, летивши на авиону Ј-21 јастреб а касније је преобучен за авион Ј-22 орао и Г-4 супер галеб. Први самостални лет имао је на авиону Ј-22 орао 31. октобар 1974. Непосредно пред распад СФРЈ породицу је погодила трагедија. Његова сестра Милица, која се удала са 17 година, преминула је од посљедица тешког физичког злостављања у браку. То је посебно погодило Сретиног оца, који након тога није више био исти човјек. Преминуо је прије избијања ратних сукоба. У ратним сукобима на тлу СР Хрватске Срето учествује као борбени пилот на дужности командира авијацијског одјељења. Први борбени лет имао је октобра 1991. На почетку сукоба на територији СР Босне и Херцеговине Сретина мајка, његова два брата и две снахе су завршиле у логору.  У новембру 1992. као припадник Зворничке пјешадијске бригаде Војске Републике Српске погинуо је његов брат Јефто. Његов брат Бранислав је након кратког боравка у логору, након размјене ступио у редове ВРС као припадник Гарде Пантери.
Након што је његова јединица, као посљедица споразума о повлачењу јединица ЈНА, дислоцирана на аеродром Лаћевци крај Краљева, постављен је за команданта 241. ловачко бомбардерске авијацијске ескадриле и био је један од најмлађих (имао је 31 годину) икад на тој дужности у дугој историји српског и југословенског ратног ваздухопловства. Године 1996. завршио је Командно штабну школу, послије чега је постављен на дужност начелника органа за оперативне послове, а затим начелника штаба бригаде. За команданта 98. ловачко-бомбардерског авијацијског пука, постављен је 28. септембра 1998. и на тој дужности је дочекао НАТО агресију на СРЈ. Начелника Одељења авијације у Команди Ваздухопловног Корпуса постао је 2001, а 2002. је завршио Генералштабно усавршавање у Школи Националне Одбране. Од 2005. обавља дужност начелника Одељења за људске ресурсе у Команди ваздухопловства, а 2006. на мјесто помоћника команданта [РВ и ПВО за операције. У чин бригадног генерала унапријеђен је 2009, након чега је постављен на дужност замјеника команданта РВ и ПВО Војске Србије. Са те дужности је и по личном захтеву 23. децембра 2011. отишао у пензију.
Демократској странци се придружио 2016., гдје је био предсједавајући Одбора за безбедност и одбрану. Током избора за потпредсједника странке 2021. одлучио је да повуче своју кандидатуру и званично је објавио да напушта Демократску странку.

## Признања
У скоро три деценије службе, једном је пријевремено и два пута ванредно унапређиван. Носилац је и два ратна одликовања. Прво је добио 1991. Други пут је одликован  као потпуковник авијације Указом тадашњег предсједника Слободана Милошевића, од 29. марта 1999. Одликован је Медаљом части "за дјела личног херојства у одбрани нашег неба за вријеме НАТО агресије". Он је први који је одликован овим високим одликовањем
У каријери је остварио око 1200 сати налета, а летио је на 5 различитих типова авиона. Носилац је Златног летачког знака и звања Инструктора летења.

## Бесједа
Широј јавности генерал Малиновић је постао по обраћању пилотима 98. ловачко-бомбардерског авијацијског пука пред борбено полетање на аеродрому Лађевци, 24. марта 1999.
Синови моји драги, Тигрови 98. јуришног пука!
Летесмо до данас хиљаде летова изнад наше отаџбине, летесмо и уживасмо у њеној лепоти из ваздуха. Али данас, данас вас не водим на један такав лет, данас вас водим на лет са којег се можда нећете вратити. Можда је ово лет у смрт, али не обичну, већ часну, са хиљаду километара на час. То је привилегија само нас одабраних. И данас као необројено пута у нашој историји, не наређује наша команда. Србија нас зове анђели моји челични! Иста она у којој проведошмо наше најлепше дане. Србија зове! Испод наших крила остаће наши градови, наша деца, жене, мајке и очеви. Не бацајмо љагу на наш образ, нека вас води гесло са наше ратне заставе, заставе 98. Јуришног пука: ОТАЏБИНА ИЗНАД СВЕГА! То гесло смо заједнички изабрали, покажимо да нам је оно и на срцу. Знам драги моји, да данас нема теже ствари на свету него бити пилот ратног ваздухопловства. Ни теже ни поносније! Ја вам не могу обезбедити станове, веће плате, бољи живот… 
Обезбедићу вам лет у вечну славу, у коју ћу вас ја лично повести!
Зато за мном, крило уз крило као небројено пута до сада.
За част професије, за образ отаџбине.
НА АВИОНЕ!